# Нугаль
Нугаль (сомал. Deex Nugaaleed) — вади в северо-восточной части Сомали, в Пунтленде и Сомалиленде. Длина — около 200 км. Берёт начало на границе с Эфиопией в области Соль, течёт на восток, в Индийский океан.

## География
Нугаль является сезонной рекой, регулярно наполняющейся водой в период дождей. Истоки её находятся в сомалийской области Соль, затем река пересекает с запада на восток одноимённую область Нугаль и близ города Эйль впадает в Индийский океан. В реку Нугаль также впадают многочисленные мелкие речки и ручейки, однако наиболее полноводной она бывает в период дождей с апреля по июнь. Бассейном Нугаля является её долина (долина Нугаль, сомал. Dooxo Nugaaleed). Кроме этой реки, в её долине протекает и другая крупная река — Тог-Дер. В засушливое время года русла этих рек являются единственными в долине, сохраняющими запасы воды, что используется как источники многочисленными кочевниками-скотоводами, населяющими этот регион.
С обеих сторон долины Нугаль простираются высотные плато. В районе этой долины предполагается наличие крупных месторождений нефти.